# Roerstreekmuseum

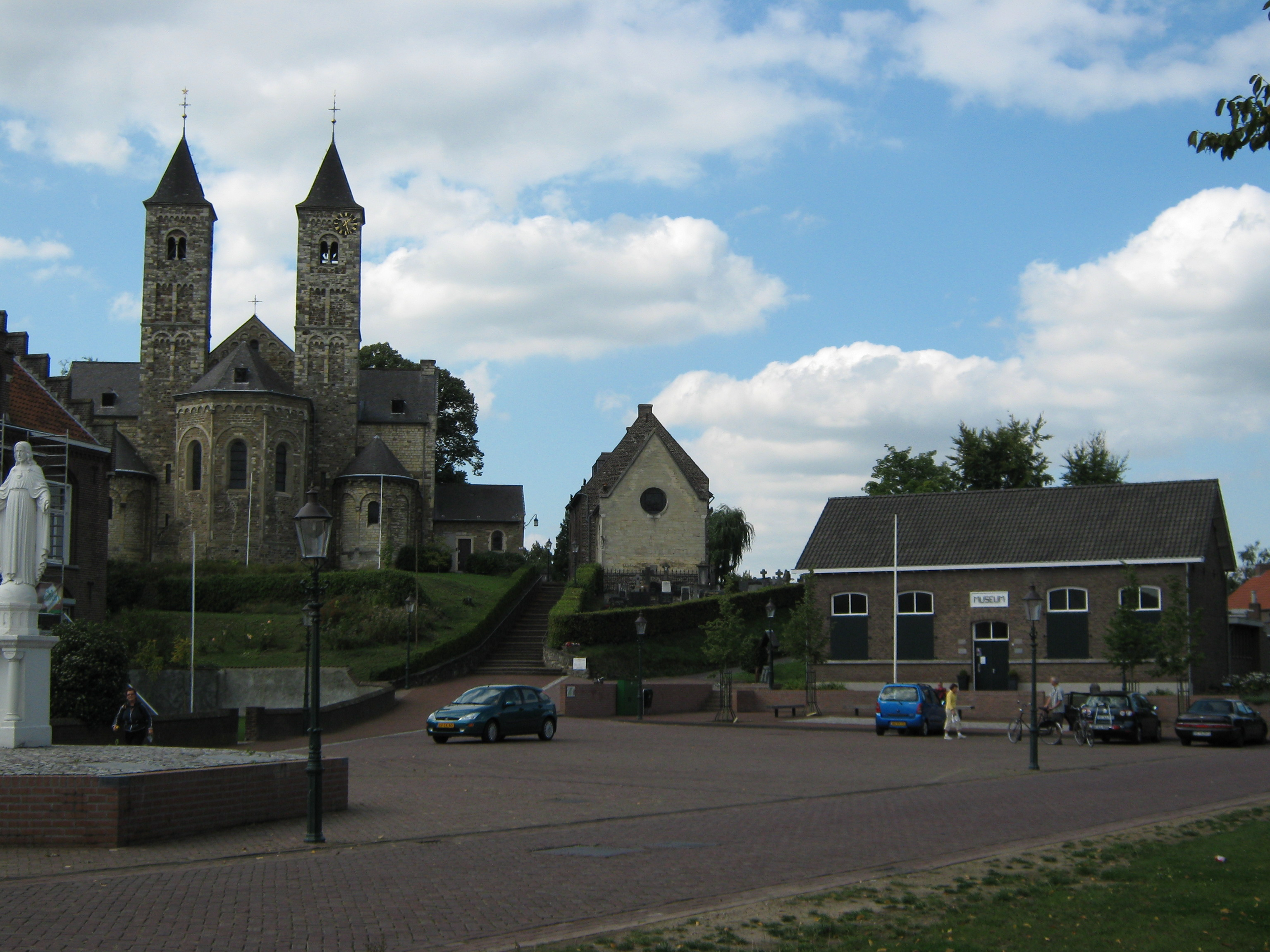
Roerstreekmuseum (rechts)

Het Roerstreekmuseum is een streekmuseum in het Limburgse dorp Sint Odiliënberg, gelegen aan Kerkplein 10.
De verzameling van dit museum, eigendom van de Heemkundevereniging Roerstreek betreft de archeologie, natuurlijke historie, streekgeschiedenis en geologie van de Roerstreek en de dorpen in de gemeente Roerdalen. Deze zijn voornamelijk gelegen op het middenterras van de Maas. Het museum is gevestigd in de voormalige jongensschool, gelegen direct naast de romaanse basiliek van de H.H. Wiro, Plechelmus en Otgerus.

## Collectie
De vaste collectie bestaat uit voorwerpen uit de prehistorie, een romeins graf uit Linne, een geologische verzameling, de reconstructie van een mammoet, verzamelingen opgezette dieren en munten. Uit Posterholt is een strooppers aanwezig, en er is een klok uit 1800, vervaardigd door Gerardus Jansen, een bekende klokkenmaker uit Sint Odiliënberg. Ook is er een inventaris van een ouderwetse kapperszaak, een verzameling plantaardige kleurstoffen voor de textielververij, een wand waarop de vakwerkbouw wordt gedemonstreerd, en een schilderij van de kerk van Sint Odiliënberg van vóór de restauratie in 1880 door Pierre Cuypers, vervaardigd door Johannes van der Drift.
De archeologische voorwerpen dateren vanaf 15.000 v.Chr. Er is een replica van een klopsteen (retouchoir) waarop een tekening is ingekrast.